# بره سمیی
بره سمیی (به انگلیسی: Bara Samai) یک منطقهٔ مسکونی در پاکستان است که در خیبر پختونخوا واقع شده‌است.